# Calha

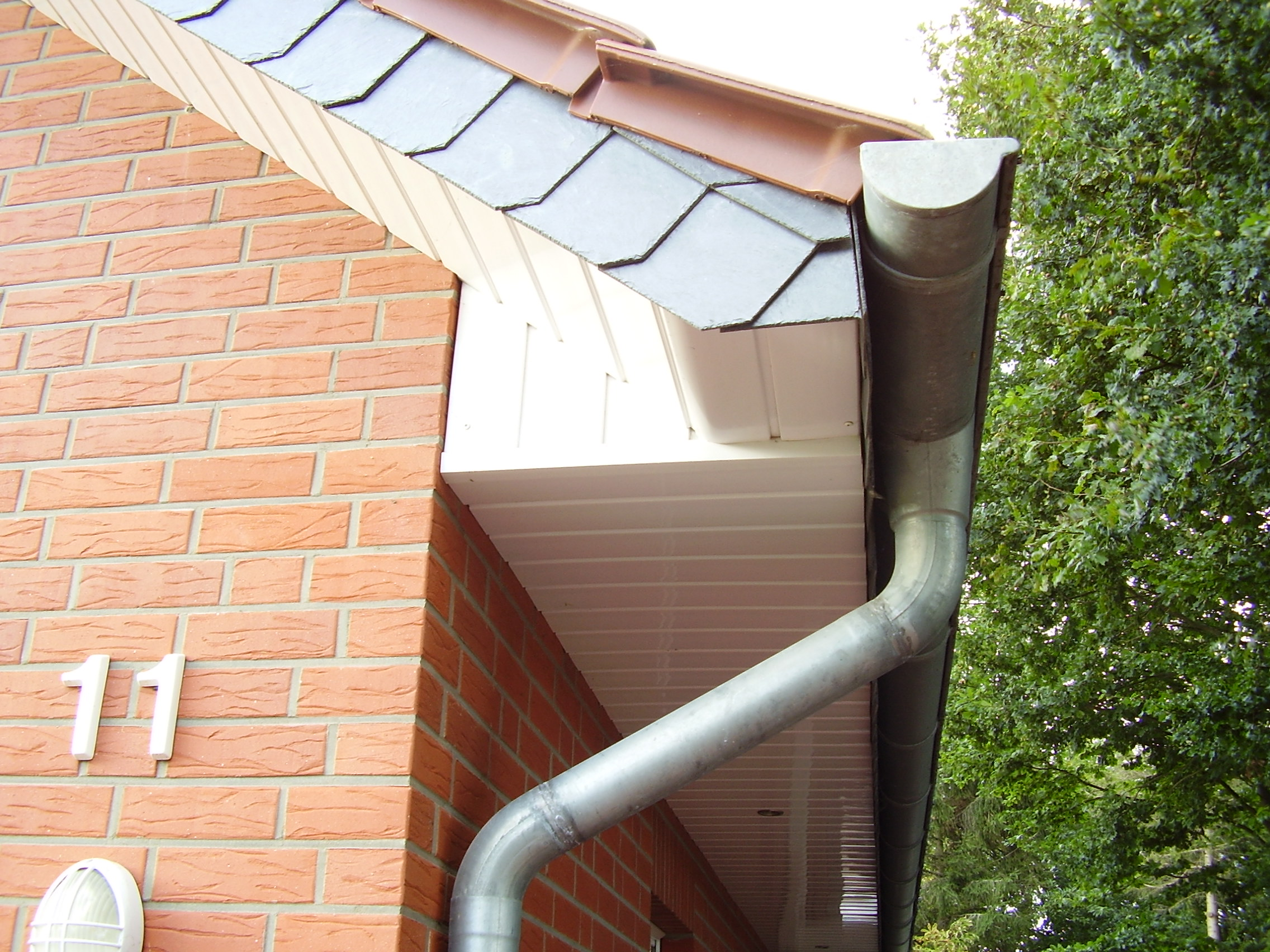
Uma calha.

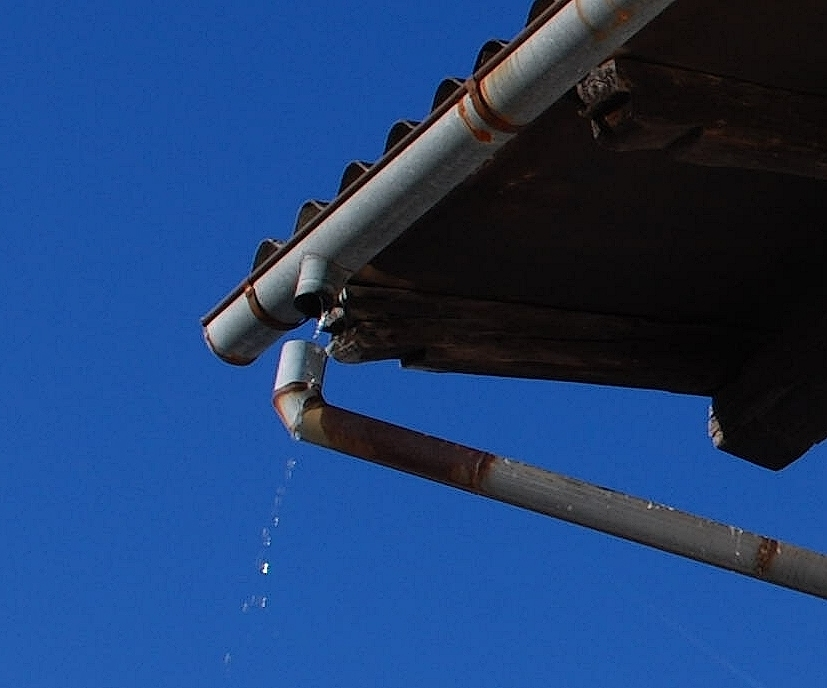
Calha

Calha ou algeroz ou ainda caleira é um elemento construtivo composto por um cano entrecortado, ao longo do beiral de um telhado, cuja finalidade é recolher a água que dele escorre em consequência, por exemplo, da chuva, conduzindo-a para tubos de queda ou de descarga, de forma a não molhar as paredes ou mesmo com a finalidade de aproveitamento dessas águas, transportando-a para reservatórios.
Os algerozes podem ser parte da própria parede, constituindo uma saliência, em forma de aba, que acompanha o beiral. Neste caso, é construído com o mesmo material da parede (geralmente argamassa), ainda que necessite de um revestimento impermeável na parte que recolhe a água. Podem, contudo, ser feitos de metal (geralmente zinco) e ligados à parede através de consolas de aço. Existem vários tipos de calhas ou algeroz entre os modelos existem: calha americana, calha colonial, calha quadrada e outros modelos.

## Tipos

### Ferro fundido
As caleiras de ferro fundido surgiram no final do século XVIII como alternativa às caleiras de chumbo. O ferro fundido permitiu a produção em massa de caleiras: eram rígidas e não porosas, enquanto o chumbo só podia ser utilizado como revestimento em caleiras de madeira. A instalação foi simples e não necessitou de aquecimento.
Podem ser fixadas diretamente na cornija. As caleiras de ferro fundido ainda são utilizadas em trabalhos de restauro em zonas históricas, mas são normalmente substituídas por caleiras de alumínio fundido com o mesmo perfil. As caleiras de alumínio extrudido podem ser produzidas a partir de um rolo de chapa de alumínio no local em vários perfis até 30 m de comprimento. Possuem suportes internos com espaçamento de 400 mm.

### Zinco
Na arquitetura comercial e residencial, as caleiras são frequentemente feitas de aço macio galvanizado para proteção contra a corrosão.

### Alumínio
As caleiras de alumínio têm uma boa resistência à corrosão, são leves e fáceis de instalar. Além disso, as caleiras de alumínio estão disponíveis numa variedade de cores e estilos.

### Aço inoxidável
Os sistemas de caleiras em aço inoxidável de alta qualidade estão disponíveis para casas de habitação e propriedades comerciais. As vantagens do aço inoxidável são a durabilidade, a resistência à corrosão, a facilidade de limpeza e o aspeto superior. 
Em comparação com o betão ou a madeira, uma caleira de aço inoxidável sofrerá uma expansão e contração térmica significativa com as mudanças de temperatura; se este movimento não for tido em conta durante a instalação, a caleira pode deformar-se, resultando numa drenagem inadequada. 

### Calhas Finlock
As caleiras de betão Finlock, nome patenteado[31] para as caleiras de betão, podem ser utilizadas numa grande variedade de edifícios. Foram utilizadas em casas residenciais nas décadas de 1950 e 1960, em substituição das caleiras de ferro fundido, quando o aço era escasso e o betão abundante. 